# Seminario de San Antonio Abad
El Seminario de San Antonio Abad es un seminario sacerdotal encargado de preparar a los sacerdotes para la Arquidiócesis del Cuzco. Tiene sede en el Cuzco, Perú y puede ser considerado entre los más antiguos del continente americano (1598).

## Historia
En aplicación a lo establecido en el Concilio de Trento, el sexto obispo del Cuzco, Antonio de Raya Navarrete fundó el Colegio Seminario pocos meses luego de su entrada en la Ciudad Imperial, bajo la advocación de San Antonio Abad, el 1 de agosto de 1598, para educar y formar a los jóvenes  que desearan abrazar la vida sacerdotal, especialmente para los descendientes de los conquistadores empobrecidos. Se inició con 80 alumnos, concediendo 24 becas y nombrando como rector a Hernán Pérez de Soria a quien hizo nombrar obispo.
Las constituciones del seminario fueron firmadas por el obispo Raya el 19 de agosto de 1603. Luego el obispo Manuel de Mollinedo y Angulo añadió otras el 2 de julio de 1677 y otras más el 10 de septiembre de 1699. El seminario tomó asiento en el local del antiguo Amaru Qhata en la actual Plazoleta de las Nazarenas.
Sostenidas por las diversas provincias que en aquel entonces pertenecían a la diócesis: Cuzco, Huamanga, Huancavelica, Arequipa, Camaná, Carabaya y Arica. Su primer rector fue el presbítero Hernán Pérez de Soria. Funcionó desde su fundación en la actual plazoleta de las Nazarenas, donde permaneció hasta 1965. La enseñanza en ese claustro se centró en la doctrina de Santo Tomás de Aquino y en la defensa de la Purísima Concepción de la Virgen María.
En 1601, el obispo Raya junto a los superiores de las diversas órdenes religiosas y los vecinos notables de la ciudad, hicieron una petición al Rey para crear una Universidad teniendo como fundamento el Colegio Seminario. En 1603, el Obispo concedió al seminario sus primeras Constituciones y encomendó su regencia a la Compañía de Jesús, sin embargo esta presencia no fue prolongada por la oposición del Cabildo catedralicio y los siguientes prelados.
Desde 1623 surgieron fuertes tensiones entre el Seminario y el Real Colegio de San Bernardo, regentado por los jesuitas, quienes habían logrado la aprobación de la Real Universidad de San Ignacio de Loyola y cuyo funcionamiento obstaculizó el seminario antoniano hasta lograr la fundación de la Universidad de San Antonio Abad (1692), inicialmente anexa al Colegio Seminario. En efecto, ante la rivalidad existente entre los estudiantes de los colegios San Antonio Abad y San Bernardo, los obispos del Cusco Pedro de Ortega Sotomayor y Manuel de Mollinedo y Angulo iniciaron gestiones ante los Virreyes del Perú para que se solicite al Consejo de Indias que, en virtud de lo resuelto por el Concilio de Trento, fuera creada una universidad en el Seminario de San Antonio Abad. Basaban su pedido en el hecho de que los estudiantes antonianos, provenientes de familias modestas, eran objeto de gran oposición cuando pretendían continuar sus estudios en el Colegio de San Bernardo o la Universidad de San Ignacio de Loyola.
Así el 1 de marzo de 1692 se creó la universidad con el nombre de Universidad Regia y Pontificia del Colegio Seminario de San Antonio Abad del Cusco según Breve de Elección del papa Inocencio XII "Aeternae Sapientiae" dado en Roma, Santa María La Mayor, autorizándole otorgar grados de bachiller, licenciado, maestro y doctor. El documento papal fue ratificado por el rey Carlos II, mediante Real Cédula denominada execuátur, dada en Madrid el 1 de junio de 1692.

## Colegio Arquidiocesano San Antonio Abad del Cusco (CASAAC)
Mediante Resolución Ministerial N° 539 del 5 de enero de 1955, a solicitud del Arzobispo del Cusco Santiago Hermosa se autorizó la apertura de un colegio, como anexo al Seminario de San Antonio Abad. El primer director de este colegio fue el padre Renato Castro Rivero. Siete años después, el 20 de noviembre de 1962, mediante Resolución Ministerial N° 19319 se autorizó el funcionamiento de la educación secundaria común. Actualmente, el colegio ofrece educación primara, secundaria e inicial.

#### Libros y publicaciones
- Angles Vargas, Víctor (1983). Historia del Cusco Colonial Tomo II Libro segundo. Lima: Industrialgrafica .S.A.
- Guibovich Pérez, Pedro (2006). «Como güelfos y gibelinos: los colegios de San Bernardo y San Antonio Abad en el Cuzco durante el siglo XVII». Revista de Indias 66 (236). Consultado el 9 de septiembre de 2019.

- Datos: Q18224954